# صولبيات
الصولبيات (الاسم العلمي: Corynesporascaceae)، فصيلة فطور توضع في تصنيف غير مؤكد في طائفة الدرينانية.